# موريتز كون
موريتز كون (بالألمانية: Moritz Kuhn)‏ (1 أغسطس 1991 في ألمانيا - ) هو لاعب كرة قدم ألماني في مركز الوسط. لعب مع نادي ساندهاوزن ونادي شتوتغارت وفي إف بي شتوتغارت الثاني وSG Sonnenhof Großaspach ‏.

## وصلات خارجية
- موريتز كون على موقع قاعدة بيانات كرة القدم.إي يو (الإنجليزية)
- موريتز كون على موقع بيانات كرة القدم. دي إي (الألمانية)
- موريتز كون على موقع Soccerway.com (الإنجليزية)
- موريتز كون على موقع عالم كرة القدم.نت (الإنجليزية)